# Tosanan
Tosanan is een bestuurslaag in het regentschap Ponorogo van de provincie Oost-Java, Indonesië. Tosanan telt 2084 inwoners (volkstelling 2010).